# Dữ liệu
Nói chung, dữ liệu bao gồm những mệnh đề phản ánh thực tại. Một phân loại lớn của các mệnh đề quan trọng trong thực tiễn là các đo đạc hay quan sát về một đại lượng biến đổi. Các mệnh đề đó có thể bao gồm các số, từ hoặc hình ảnh.

## Dữ liệutrong tính toán
Theo điều 4 Luật Giao dịch điện tử ban hành ngày 29 tháng 11 năm 2005, Dữ liệu là thông tin dưới dạng ký hiệu, chữ viết, chữ số, hình ảnh, âm thanh hoặc dạng tương tự.
Theo nghĩa rộng, dữ liệu thô là các số, ký tự, hình ảnh hay các kết quả khác của các thiết bị chuyển đổi các lượng vật lý thành các ký hiệu. Các dữ liệu thuộc loại này thường được xử lý tiếp bởi người hoặc đưa vào máy tính. Trong máy tính, dữ liệu được lưu trữ và xử lý tại đó hoặc được chuyển (output) cho một người hoặc một máy tính khác. Dữ liệu thô là một thuật ngữ tương đối; việc xử lý dữ liệu thường được thực hiện theo từng bước, và "dữ liệu đã được xử lý" tại bước này có thể được coi là "dữ liệu thô" cho bước tiếp theo.
Các thiết bị tính toán được phân loại theo phương tiện mà chúng sử dụng để biểu diễn dữ liệu. Một máy tính tương tự (analog computer) biểu diễn dữ liệu bằng hiệu điện thế, khoảng cách, vị trí hoặc các định lượng vật lý khác. Một máy tính số (digital computer) biểu diễn dữ liệu bằng chuỗi các ký hiệu rút ra từ một bảng chữ cái cố định. Các máy tính số phổ biến nhất sử dụng bảng chữ cái nhị phân, nghĩa là, một bảng chữ cái gồm hai chữ cái, thường được ký hiệu là "0" và "1". Các biểu diễn quen thuộc hơn, chẳng hạn các số và chữ, sẽ được xây dựng từ bảng chữ cái nhị phân.
Có một số dạng dữ liệu đặc biệt. Một chương trình máy tính là một tập hợp dữ liệu được hiểu là các lệnh. Hầu hết các ngôn ngữ máy tính phân biệt giữa các chương trình và các dữ liệu khác mà chương trình đó làm việc với. Nhưng trong một số ngôn ngữ, chẳng hạn LISP và các ngôn ngữ tương tự, các chương trình về bản chất là không thể phân biệt với các dữ liệu khác. Ngoài ra, còn có một dạng dữ liệu đặc biệt khác là metadata dữ liệu mêta, nghĩa là một mô tả về dữ liệu khác. Một ví dụ về dữ liệu meta là danh mục tài liệu tại thư viện, đây là một mô tả về nội dung của các cuốn sách.